# گاما-توکوفرول
گاما-توکوفرول (به انگلیسی: Gamma-Tocopherol) با فرمول شیمیایی C۲۸H۴۸O۲ یک ترکیب شیمیایی با شناسه پاب‌کم ۹۲۷۲۹ است. که جرم مولی آن ۴۱۶٫۶۸ g/mol می‌باشد. 